# 迈克尔·安德鲁
迈克尔·安德鲁（英語：Michael Andrew，1999年4月18日—）生于南达科他州阿伯丁，是一名美国男子游泳运动员，主项是自由泳和混合泳。迈克尔·安德鲁的父母彼得和蒂娜都是南非人，两人在1997年，即迈克尔出生两年前移民至美国。迈克尔7岁时开始练习游泳，他的父亲担任其的教练。他的妹妹米凯拉同样从事游泳这项运动。安德鲁一家人原先居住在南达科他州阿伯丁，他们在2011年移居至堪萨斯州劳伦斯。迈克尔·安德鲁平时采用名为“超短距离比赛速度训练法”（Ultra Short Race Pace Training，简称），这一方法要求选手在训练时保持高速的游法。